# 1833 год в науке
Здесь представлены некоторые события в области науки и техники, произошедшие в 1833 году.

## События
- Майкл Фарадей в результате работ по исследованию природы электрического тока в растворах кислот, солей и щелочей открыл законы электролиза.
- Эйльхард Мичерлих получил в чистом виде бензол нагреванием бензойной кислоты с избытком извести.
- Доказана Теорема Бойяи — Гервина.
- В Гёттингене Карл Гаусс и Вильгельм Вебер разработали электрострелочный телеграф.
- Французский химик Ансельм Пайен описал фермент диастаза (амилаза), которая расщепляет крахмал на олигосахариды. Он стал первым в истории науки описанным ферментом.
- В Англии Джон Оукей[англ.] основал компанию по производству наждачной бумаги.
- Русский металлург П. П. Аносов заново открыл секрет производства булатной стали, утраченный в средние века.
- Э. Х. Ленц открыл принцип обратимости электрических машин.
- Основано группой школьных учителей и учёных Эдинбурга Эдинбургское математическое общество.

## Родились
- 25 января — Евгений Васильевич Березин, российский педагог и гидрограф; начальник гидрографической экспедиции Балтийского моря (ум. 1886)[1].
- 6 апреля — Александр Николаевич Пыпин, русский литературовед и этнограф (ум. 1904).
- 19 октября — Поль Бер, профессор физиологии в Сорбонне.
- 21 октября — Альфред Нобель, изобретатель динамита, основатель Нобелевской премии.
- 12 ноября — Александр Порфирьевич Бородин, русский химик и композитор (ум. 1887).
- 19 ноября — Вильгельм Дильтей, немецкий историк культуры и философ (ум. 1911).

## Скончались
- 10 января — Адриен Мари Лежандр, французский математик.
- 6 февраля — Пьер Латрейль, французский энтомолог, профессор энтомологии при естественно-историческом музее в Париже и член академии наук.
- 14 февраля — Константин Кирхгоф, русский химик, директор Главной аптеки в Петербурге, академик Петербургской АН.
- 5 июля — Ньепс, Жозеф Нисефор, французский изобретатель, первооткрыватель фотографии.
- 31 октября — Меккель, Иоганн Фридрих Младший, немецкий биолог.